# ソーラープル
座標: 北緯17度40分48秒 東経75度55分12秒 / 北緯17.68000度 東経75.92000度
ソーラープル（マラーティー語: सोलापूर, マラーティー語発音: IPA: [so.la.puːɾ]; ヒンディー語: सोलापुर; 英語: Solapur, Sholapur）は、インドの都市。マハーラーシュトラ州の南部、カルナータカ州との州境近く、デカン高原に在る。人口951,118人（2011年）。
ショーラープル、ソラプールなど表記する。

## 交通
航空
- ソーラープル空港

道路
- プネー、アウランガーバード、ハイデラバード